# Square Marie-Curie
Le square Marie-Curie est un square du 13e arrondissement de Paris.
Le square est fermé en raison de travaux d'assainissement du 1er juillet 2020 à 2026. Il sera réaménagé et agrandi à la suite de ces travaux.

## Situation et accès
Ce square situé boulevard de l’Hôpital, devant la cour Saint-Louis de l’hôpital de la Salpêtrière, s’étend sur une superficie de 4 091 m2.
Il est desservi par la ligne 5 à la station Saint-Marcel.

## Origine du nom
Le site rend hommage à la scientifique Marie Curie (1867-1934).

## Historique
Ce square a été aménagé en 1931.
Le square est fermé depuis le 1er juillet 2020 (jusqu'en 2026) pour permettre la réalisation d'un bassin de stockage des eaux de surverse du réseau d'assainissement de la ville : le bassin de stockage d'Austerlitz,, qui s'inscrit dans un plan d'amélioration de la qualité de l'eau de la Seine. À cette époque, les abords de la gare de Paris-Austerlitz, voisine du parc, sont en pleine mutation, avec notamment la réalisation d'un projet immobilier sur le terrain situé entre la gare et le square. Il est prévu, à la livraison du projet en 2026, le réaménagement et l'extension du square actuel avant sa réouverture.
La statue du docteur Philippe Pinel placée dans le square a été transférée au centre de la place Pinel (13e arrondissement) au début du mois de mai 2023 après restauration.